# 알토파라과이주

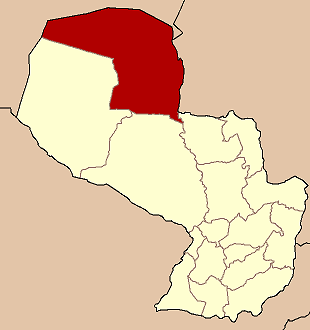
알토파라과이 주의 위치

알토파라과이주(스페인어: Departamento de Alto Paraguay)는 파라과이 최북단에 위치한 주로 주도는 푸에르테올림포이며 면적은 82,349km2, 인구는 15,008명(2002년 기준), 인구 밀도는 0.18명/km2이다.
서쪽으로는 보케론 주, 남쪽으로는 프레시덴테아예스 주, 콘셉시온 주와 접하며 동쪽으로는 브라질, 북쪽으로는 볼리비아와 국경을 접한다. 4개 현을 관할한다.

주기